# ギヨーム9世 (ポワティエ伯)
ギヨーム9世（仏：Guillaume IX de Poitiers, 1153年8月17日 - 1156年）は、ポワティエ伯（在位：1153年 - 1156年）。
イングランド王兼アンジュー伯兼ノルマンディー公ヘンリー2世と妃でアキテーヌ女公アリエノール・ダキテーヌの長男。異父姉にマリー、アリックス、同父母の兄弟姉妹では弟に若ヘンリー王、リチャード1世、ジェフリー、ジョン、妹にマティルダ、エレノア、ジョーンがいる。英語名はウィリアム（William）。

## 生涯
ポワティエの伝統で祖父のアキテーヌ公ギヨーム10世（ポワティエ伯としてはギヨーム8世）に因んで名付けられ、母からポワティエ伯領の相続者に定められた。この時父はイングランド王位をスティーブンから奪取するためノルマンディーの港バルフルールからイングランドへ渡海して不在だったが、奇しくもギヨームの誕生日にイングランド王位継承者だったスティーブンの長男ユースタスが急死している。これにより父がスティーブンの死後にイングランド王位を継承することが確実になった。
翌1154年春にノルマンディーに戻った父と顔を合わせた。同年10月25日のスティーブン死去でイングランドに再渡海した父や母と一緒にイングランドへ渡ったが、2年後の1156年に死去。レディング修道院に葬られた。